# Kissasaari (ö i Päijänne-Tavastland, Lahtis, lat 61,32, long 26,08)
Kissasaari är en ö i Finland. Den ligger i sjön Iso-Rapanen och i kommunen Heinola i den ekonomiska regionen  Lahtis ekonomiska region  och landskapet Päijänne-Tavastland, i den södra delen av landet, 140 km norr om huvudstaden Helsingfors. Öns area är 0,2 hektar och dess största längd är 60 meter i sydväst-nordöstlig riktning.